# Daepyeong-dong
Daepyeong-dong (koreanska: 대평동) är en stadsdel i staden Sejong, Sydkorea. Den ligger 120 km söder om huvudstaden Seoul.
Sejongs bussterminal för fjärrbussar ligger i Daepyeong-dong.